# Aleksandra Pototskaya

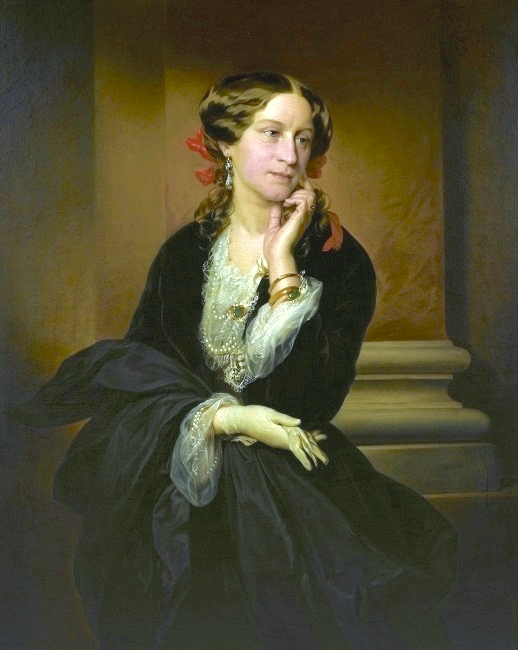
Aleksandra Pototskaya

Aleksandra Stanislavovna Pototskaya , född 1818, död 1892, var en polsk aristokrat och filantrop. 
Hon var hovfröken till kejsarinnan Alexandra Feodorovna 1834-1840. Hon gifte sig 1840 med den polska greven August Potocki. 
Hon bosatte sig efter sitt giftermål i Warszawa i Ryska Polen, där hon var bosatt i Wilanówpalatset. Med sina kontakter i Ryssland och sin polska patriotism, blev hon en ledande centralfigur för den polska adeln, och uppvaktades av den polska adeln som en kontakt till den ryska eliten. 
Hon var en ledande filantrop och grundade och drev många välgörenhetsorganisationer i Warszawa. Hon var en betydande godsägare, med flera gods i Ryssland. 